# Utopioniscus kuehni
Utopioniscus kuehni is een pissebed uit de familie Trichoniscidae. De wetenschappelijke naam van de soort is voor het eerst geldig gepubliceerd in 2005 door Helmut Schmalfuss.